# مونرو لي
مونرو لي (بالإنجليزية: Monroe Leigh) هو محامي ومحامي وعالم سياسة ودبلوماسي أمريكي، ولد في 15 يوليو 1919 في هالفيكس في الولايات المتحدة، وتوفي في 27 نوفمبر 2001 في واشنطن العاصمة في الولايات المتحدة.